# The Road of Bones
The Road of Bones — одинадцятий студійний альбом англійської групи IQ, який вийшов 3 травня 2014 року.

## Композиції
1. From the Outside In — 7:25
2. The Road of Bones — 8:32
3. Without Walls — 19:15
4. Ocean — 5:43
5. Until the End — 12:00
6. Knucklehead — 8:11
7. 1312 Overture — 4:18
8. Constellations — 12:25
9. Fall and Rise — 7:10
10. Ten Million Demons — 6:10
11. Hardcore — 10:53

## Учасники запису
- Пітер Нікколлс — вокал
- Майкл Голмс — гітара
- Ніл Дюрант — клавішні
- Тім Есау — бас-гітара
- Пол Кук — ударні